# Pierre de Chevigné
Pierre de Chevigné (ur. 6 czerwca 1909 w Tulonie, zm. 4 sierpnia 2004 w Biarritz) – francuski wojskowy i polityk, w latach 1948–1950 sprawował funkcję Wysokiego Komisarza Francji na Madagaskarze, od 14 maja do 1 czerwca 1958 zajmował stanowisko ministra obrony w dwutygodniowym gabinecie premiera Pierre Pflimlina.

## Życiorys
Jego ojcem był oficer marynarki wojennej, hrabia François de Chevigné. Wykształcenie zdobywał w Lycée Saint-Louis-de-Gonzague i Lycée Saint-Louis w Paryżu. W 1927 rozpoczął studia na École spéciale militaire de Saint-Cyr, które ukończył w 1929. W latach 1929–1934 służył jako oficer piechoty. W 1935 opuścił wojsko i został dyrektorem rodzinnego przedsiębiorstwa oraz dziennikarzem. W 1935 został merem miasta Abitain. 
W 1939, w stopniu kapitana rezerwy został zmobilizowany do wojska. Podczas kampanii francuskiej w 1940 roku został ranny w wyniku wybuchu granatu podczas obrony miasta Rethel. Ranny został ewakuowany do szpitala Dax, skąd następnie trafił do Saint-Jean-de-Luz, gdzie 24 czerwca opuścił Francję na pokładzie brytyjskiego okrętu Ettrick. Za swoje czyny podczas kampanii francuskiej został odznaczony Legią Honorową.
W 1940 roku został wysłany na Bliski Wschód. Brał udział w operacji Exporter, podczas której został ranny. Od 1941 pełnił funkcję komisarza Wolnej Francji w Lewancie, w grudniu 1941 roku został awansowany do stopnia pułkownika.
Na początku 1942 roku został mianowany szefem francuskiej misji wojskowej w Waszyngtonie, w maju tego samego roku powrócił na wcześniejsze stanowisko. Na przełomie maja i czerwca 1942 roku służył w oddziałach komandosów lorda Mountbattena i brał udział w jednej z misji. W grudniu 1943 roku został mianowany szefem sztabu wojsk francuskich stacjonujących w Wielkiej Brytanii. Brał udział w operacji Overlord i dowodził obroną przyczółka w Bayeux. 
Po zakończeniu wojny powrócił do pełnienia funkcji mera Abitain i był nim aż do 1965 roku. W latach 1945–1958 był parlamentarzystą z ramienia Ludowego Ruchu Republikańskiego. W 1948 został Wysokim Komisarzem Francji na Madagaskarze. Od 1951 do 1954 pełnił funkcję sekretarza stanu w ministerstwie obrony w rządach René Plevena, Edgara Faure, Antoine Pinaya i Josepha Laniela. W krótkotrwałym rządzie Pierre Pflimlina pełnił funkcję ministra obrony.
Zmarł w 2004, został pochowany na cmentarzu w Abitain.

## Odznaczenia
- Krzyż Wielki Legii Honorowej
- Order Wyzwolenia
- Krzyż Wojenny 1939–1945
- Medal Ruchu Oporu z Rozetą